# Elius
Elius is een geslacht van kevers uit de familie  
kniptorren (Elateridae).
Het geslacht is voor het eerst wetenschappelijk beschreven in 1859 door Candèze.

## Soorten
Het geslacht omvat de volgende soorten:
- Elius alveolarius Candèze, 1878
- Elius angusticollis Fleutiaux, 1928
- Elius annamensis Fleutiaux, 1928
- Elius birmanicus Candèze, 1893
- Elius candezei Fleutiaux, 1928
- Elius correctus Fleutiaux, 1928
- Elius dilatatus Candèze, 1878
- Elius elegans Candèze
- Elius prionocerus Candèze, 1859
- Elius robustus Fleutiaux, 1928
- Elius serraticornis Kirsch
- Elius stuppeus Candèze, 1893
- Elius umbilicatus Candèze, 1865